# مایکل دانهو
مایکل دانهو (انگلیسی: Michael Donohue؛ زادهٔ ۱۲ نوامبر ۱۹۹۷) بازیکن فوتبال اهل بریتانیا است.
از باشگاه‌هایی که در آن بازی کرده‌است می‌توان به باشگاه فوتبال اورتون و باشگاه فوتبال بارو اشاره کرد.